# Hiroshi Miyauchi
Hiroshi Miyauchi (宮内 洋?, Miyauchi Hiroshi; Chiba, 14 giugno 1947) è un attore giapponese.

## Biografia
Nato a Chiba, si è laureato all'università Nihon. Nel 1969 firma con la Toei Company e debutta al cinema con Nagasaki Blues. Ha attirato per la prima volta l'attenzione dopo aver ottenuto il ruolo in Key Hunter sulla TBS.
È noto soprattutto per aver interpretato alcuni dei ruoli più memorabili della storia dei Tokusatsu, come Akira Shinmei/Aoranger in Himitsu Sentai Goranger, Soukichi Banba/Big One nella serie Sentai J.A.K.Q. Dengekitai, il consigliere capo Naoyuki Miura in Chouriki Sentai Ohranger, Kazami Shiro in Kamen Rider V3 e Ken Hayakawa in Kaiketsu Zubat.

## Filmografia

### Cinema
- Yakuza Law (やくざ刑罰史 私刑), regia di Teruo Ishii (1969)
- Girl Boss Blues: Queen Bee's Counterattack (女番長ブルース 牝蜂の逆襲), regia di Norifumi Suzuki (1971)
- Night salon: Donne per piaceri particolari (現代ポルノ伝 先天性淫婦), regia di Norifumi Suzuki (1971)
- Girl Boss Blues: Queen Bee's Challenge (女番長ブルース 牝蜂の挑戦) (1972)
- Mayaku baishun G-Men (麻薬売春Ｇメン), regia di Shin Takakuwa (1972)
- Girl Boss Revenge: Sukeban (女番長), regia di Norifumi Suzuki (1973)
- Kamen Rider V3 the Movie (仮面ライダーV3ザムービー), regia di Minoru Yamada – cortometraggio (1973)
- Kamen Rider V3 vs. Destron Mutants (仮面 らいダア 部位 スリイ 帯 デストロン 怪人), regia di Minoru Yamada – cortometraggio (1973)
- Kamen Rider X: Five Riders vs. King Dark (五人ライダー対キングダーク), regia di (1974)
- I due che spezzarono il racket (女必殺拳), regia di Kazuhiko Yamaguchi (1974)
- Goranger: The Movie (ゴレンジャー：映画), regia di Katsuhiko Taguchi – cortometraggio (1975)
- Himitsu sentai Gorenjâ: Aoi daiyousai (秘密戦隊ゴレンジャー 青い大要塞), regia di Katsuhiko Taguchi – cortometraggio (1975)
- Goranger: Movie 2 - The Blue Fortress (ゴレンジャー：映画2-青い要塞), regia di Hidetoshi Kitamura, Katsuhiko Taguchi e Koichi Takemoto – cortometraggio (1975)
- Himitsu Sentai Gorenger: The Red Death Match (秘密戦隊ゴレンジャー 真赤な猛進撃！), regia di Katsuhiko Taguchi – cortometraggio (1976)
- Himitsu Sentai Gorenger: The Bomb Hurricane (秘密戦隊ゴレンジャー 爆弾ハリケーン！), regia di Minoru Yamada – cortometraggio (1976)
- Himitsu Sentai Gorenger: Fire Mountain's Final Explosion (秘密戦隊ゴレンジャー 火の山最後の大噴火), regia di Minoru Yamada – cortometraggio (1976)
- Himitsu Sentai Gorenger: The Red Death March (秘密戦隊ゴレンジャー 真赤な猛進撃！), regia di Hidetoshi Kitamura, Katsuhiko Taguchi e Koichi Takemoto – cortometraggio (1976)
- Himitsu Sentai Gorenger: The Hurrican, regia di Hidetoshi Kitamura, Katsuhiko Taguchi e Koichi Takemoto – cortometraggio (1976)
- J.A.K.Q. Dengekitai the Movie, regia di Minoru Yamada – cortometraggio (1977)
- Sugata Sanshirō, regia di Kihachi Okamoto (1977)
- Guerra spaziale (惑星大戦争), regia di Jun Fukudan (1977)
- J.A.K.Q. Dengekitai vs. Gorenger (ジャッカー電撃隊vsゴレンジャー) – cortometraggio (1977)
- Sanada Yukimura no bouryaku ('真田幸村の謀略), regia di Sadao Nakajima (1979)
- Kamen Rider Super-1 (仮面ライダースーパー1：映画) (1981)
- Fireflies in the North (北の螢), regia di Hideo Gosha (1984)
- Shura no mure (修羅の群れ), regia di Kōsaku Yamashita (1984)
- The Fighting King (座角とおｈ), regia di Shō Kosugi (1993)
- Chouriki Sentai Ohranger: The Movie, regia di – cortometraggio (1995)
- Tokyo Mafia (トキョ マフィア), regia di Seiichi Shirai (1995)
- Ohranger vs. Kakuranger (Chôriki sentai Ohranger Vs Kakuranger), regia di Shohei Tôjô (1996)
- Tokyo Mafia 2 (トキョ マフィア ２), regia di Seiichi Shirai (1996)
- Reborn from Hell: Samurai Armageddon (魔界転生), regia di Kazumasa Shirai (1996)
- Reborn from Hell II: Jubei's Revenge (魔界転生 魔道変), regia di Kazumasa Shirai (1996)
- Kamen Rider - The First (仮面ライダー THE FIRST), regia di Takao Nagaishi (2005)
- Chikashitsu (地下室), regia di Seiji Kurota e Kiyohide Matsumura (2009)
- Till the Death Do Us Apart Part I (死ガ二人ヲワカツマデ… 第一章 色ノナイ青), regia di Kiyohide Matsumura (2012)
- Till the Death Do Us Apart Part II (死ガ二人ヲワカツマデ… 第二章 南瓜花 nananka), regia di Kiyohide Matsumura (2012)
- Happiness in a Little Place (小さな場所での幸せ), regia di Kiyohide Matsumura (2012)

### Televisione
- Key Hunter (キイハンター) – serie TV, episodio 1x127–1x235–1x261 (1970–1973)
- 刑事くん?, Keiji kun – serie TV (1971–1976)
- Kamen Rider V3 (仮面ライダーV3) – serie TV, 52 episodi (1973–1974)
- Tasukenin hashiru (助け人走る) – serie TV, episodio 1x20 (1974)
- Kamen Rider X (仮面ライダーX) – serie TV, 5 episodi (1974)
- Kamen Rider Stronger (仮面ライダーストロンガ) – serie TV, episodi 1x35–1x37–1x37 (1975)
- Zeiin shuugou! 7-nin no kamen raidâ!! (ゼニンシュウゴウ！ 7-ニンの仮面ライダー!!) – film TV (1976)
- G-Men '75 (Gメン'75) – serie TV (1976)
- Himitsu Sentai Goranger (秘密戦隊ゴレンジャー) – serie TV, 84 episodi (1975–1977)
- Kaiketsu Zubat (快傑ズバット) – serie TV, 32 episodi (1977)
- J.A.K.Q. Dengekitai (ジャッカー電撃隊) – serie TV, 13 episodi (1977)
- Abarenbô Shôgun (暴れん坊将軍) – serie TV (1978)
- Spider-Man (スパイダーマン) – serie TV (1978)
- Kamen Rider (仮面ライダー) – serie TV, 5 episodi (1980)
- Tôge no gunzô (棘 の 軍ぞ) – serie TV, episodio 1x01 (1982)
- Space Sheriff Gavan (宇宙刑事ギャバン) – serie TV, episodi 1x30–1x31 (1982)
- 10gō tanjō! Kamen Raider zen'in shūgō!! (10号誕生!仮面ライダー全員集合!!), regia di Minoru Yamada – film TV (1984)
- Sanada Taiheiki (真田 太平記) – serie TV, 45 episodi (1985)
- Sukeban deka (スケバン刑事) – serie TV, episodio 1x01 (1985)
- Abunai deka (あぶない刑事) – serie TV, episodio 1x11 (1986)
- Kamen Rider Black RX (仮面ライダーBLACK RX) – miniserie TV, episodio 1x47 (1989)
- Winspector (特警ウインスペクタ) – serie TV, 49 episodi (1990–1991)
- Super Rescue Solbrain (特救指令ソルブレイン) – serie TV, 53 episodi (1991)
- Special Rescue Exceedraft (特捜エクシードラフト) – serie TV, episodi 1x47–1x48–1x49 (1992)
- Yume no Superhero Yachi (夢 の スペｒへろ や血) – film TV (1993)
- Chouriki Sentai Ohranger (超力戦隊オーレンジャー) – serie TV, 47 episodi (1995–1996)
- Tokusatsu Gagaga (トクサツガガガ) – serie TV, episodio 1x07 (2019)

### Doppiaggio
- Alan in The Space Sheriff Spirits
- Kamen Rider V3 / Zubat in Kamen Rider OOO, Den-O, & All Riders: Let's Go Kamen Riders
- Soukichi Banba / Big One / Akira Shinmei / Aorenger in Gokaiger Goseiger Super Sentai 199 Hero Great Battle

## Doppiatori italiani
Nelle versioni in italiano delle opere in cui ha recitato, Hiroshi Miyauchi è stato doppiato da:
- Marco Balzarotti in Winspector

## Discografia

### Album
- 2000 – Kaiketsu Zubat Original Soundtrack (Columbia, COCX-30806)
- 2017 – Kamen Rider 45th Anniversary Showa Rider & Heisei Rider TV Theme Song (Avex Trax, AVZD-93583 / AVZD-93584 / AVZD-93585)
- 2021 – Kamen Rider 50th Anniversary Kamen Rider LP-BOX Kick in Your Heart! (Columbia, COJX-9414)